# Домбские
Домбские (Донмбские, пол. Dąmbscy) — польский дворянский и графский род.

## Персоналии
- Анджей Домбский (ум. 1734), воевода бжесць-куявский
- Антоний Юзеф Домбский (1706—1771), воевода бжесць-куявский
- Густав Домбский (1799—1863), польский повстанец, депутат берлинского парламента
- Ян Креститель Домбский (1731—1812), польский генерал
- Ян Игнацы Домбский (1740—1826), барский конфедерат
- Казимир Юзеф Домбский (1701—1765), воевода серадзский
- Людвиг Кароль Домбский (1731—1783), воевода бжесць-куявский
- Павел Домбский (ум. 1783), каштелян бжесць-куявский
- Станислав Домбский (1724—1802), староста дыбовский
- Станислав Домбский (ум. 1809), воевода бжесць-куявский
- Станислав Казимир Домбский (ок. 1638—1700), епископ краковский
- Томаш Домбский (ум. 1829), депутат Станов Галицийских
- Войцех Анджей Домбский (1676—1725), маршалок надворный коронный
- Зигмунд Домбский (ум. 1704), воевода бжесць-куявский.